# Malland
Malland is een buurtschap in de gemeente Tholen in de Nederlandse provincie Zeeland. Voor 1971 behoorde het tot de gemeente Poortvliet. Het plaatsje ligt ten noordwesten van Poortvliet, noorden van Scherpenisse, ten noordwesten van Sint Maartensdijk, ten westen van De Rand en ten zuiden van Sint Annaland. Malland omvat circa 10 huizen en 20 inwoners.
Steden: Sint-Maartensdijk · Tholen

Dorpen: Anna Jacobapolder · Oud-Vossemeer · Poortvliet · Scherpenisse · Sint-Annaland · Sint Philipsland · Stavenisse

Buurtschappen: Botshoofd · De Sluis · Gorishoek · Malland · Molenvliet · Molenwerf · Mosselhoek · Onder de Molen · Oud Kerkhof · Oudeland · De Rand · Rijkebuurt · Schoondorp · Steenenkruis · Strijenham · Westkerke

Zeeland: Steden en dorpen in Zeeland      Nederland: Provincies · Gemeenten